# Polyblastus atratus
Polyblastus atratus là một loài tò vò trong họ Ichneumonidae.